# John Dehner
Pour les articles homonymes, voir Dehner.
John Dehner est un acteur américain né le 23 novembre 1915 à Staten Island (État de New York et mort le 4 février 1992 à Santa Barbara (Californie)

## Biographie

### Carrière
Il commença sa carrière en tant qu'animateur aux Walt Disney Studios en 1941 mais se fit surtout connaître à la radio. Il poursuivit ensuite son parcours dans le cinéma jusqu'en 1988.

### Mort
Il meurt le 4 février 1992 à Santa Barbara (Californie) des suites d'un emphysème.

## Filmographie partielle

### Cinéma
- 1947 : Bury Me Dead de Bernard Vorhaus
- 1948 :  Il marchait dans la nuit (He walked by night) de Alfred L. Werker
- 1948 : Vivons un peu (Let's Live a Little) de Richard Wallace
- 1950 : Jean Lafitte, dernier des corsaires (Last of the Buccaneers) de Lew Landers
- 1950 : Destination Murder de Edward L. Cahn
- 1951 : Dix de la légion (Ten Tall Men) de Willis Goldbeck
- 1951 : Corsaire de Chine (China Corsair) de Ray Nazarro
- 1952 : Capitaine sans loi (Plymouth Adventure) de Clarence Brown
- 1952 : La Femme au masque de fer (The Lady in the Iron Mask) de Ralph Murphy
- 1952 : Scaramouche de George Sidney
- 1952 : Le Gantelet vert (The Green Glove) de Rudolph Maté
- 1952 : Californie en flammes (California Conquest) de Lew Landers
- 1953 : Fort Alger (Fort Algiers) de Lesley Selander
- 1953 : Le Cirque en révolte (Man on a Tightrope) d'Elia Kazan
- 1953 : La Rivière de la poudre (Powder River) de Louis King
- 1954 : La Caravane du désert (Southwest Passage) de Ray Nazarro
- 1954 : Bronco Apache (Apache) de Robert Aldrich
- 1955 : Le Fils prodigue (The Prodigal) de Richard Thorpe
- 1955 : Duel d'espions (The Scarlet Coat) de John Sturges
- 1955 : Tornade sur la ville (The Man from Bitter Ridge) de Jack Arnold
- 1955 : Top Gun de Ray Nazarro
- 1956 : Carrousel d'Henry King
- 1956 : Tension à Rock City (Tension at Table Rock) de Charles Marquis Warren
- 1956 : 24 Heures de terreur (A Day of Fury) d'Harmon Jones
- 1956 : Please Murder Me de Peter Godfrey
- 1957 : Femme d'Apache (Trooper Hook) de Charles Marquis Warren
- 1957 : La Fille aux bas noirs (The Girl in Black Stockings) d'Howard W. Koch
- 1957 : Le Shérif de fer (The Iron Sheriff) de Sidney Salkow
- 1958 : L'Homme de l'Ouest (Man of the West) d'Anthony Mann
- 1958 : Le Gaucher (The Left Handed Gun) d'Arthur Penn
- 1959 : Tombouctou (Timbuktu) de Jacques Tourneur
- 1963 : Ma femme est sans critique (Critic's Choice) de Don Weis
- 1965 : Sur la piste de la grande caravane, de John Sturges
- 1973 : Le Jour du dauphin (The Day of the Dolphin) de Mike Nichols
- 1977 : Touche pas à mon gazon (Fun with Dick and Jane) de Ted Kotcheff
- 1977 : La Conspiration Lincoln (The Lincoln Conspiracy) de James L. Conway : colonel Lafayette C. Baker
- 1978 : Ces garçons qui venaient du Brésil (The Boys from Brazil) de Franklin J. Schaffner
- 1982 : Y a-t-il enfin un pilote dans l'avion ? (Airplane II: The Sequel) de Ken Finkleman
- 1983 : L'Étoffe des héros (The Right Stuff) de Philip Kaufman
- 1985 : Creator d'Ivan Passer
- 1985 : À double tranchant (Jagged Edge) de Richard Marquand

### Télévision
- 1954 : Histoires du siècle dernier (Stories of the Century)
- 1958 : Zorro : Viceroy
- 1959 : La Quatrième Dimension : Allenby
- 1959 : Au nom de la loi saison 1 épisode 33 (les anges de la vengeance) : Abraham Saxon
- 1959 : Au nom de la loi saison 1 épisode 35 (Les Conquérants) : Grant Mandeville
- 1959 : Au nom de la loi saison 2 épisode 12 (Douze heures de voyage/Twelve hours to crazy horse) : Sheriff Hayes
- 1964 : La Quatrième Dimension : Jared Garrity
- 1965 : Les Mystères de l'Ouest (The Wild Wild West) de Michael Garrison : John Maxwell Avery / Torres
- 1966 : Voyage au fond des mers : Les Hommes poissons (The menfish) : Dr Borgman
- 1966 : Le Virginien saison 04, épisode 21 : (Morgan Star) : Mr Morgan Star
- 1967 : Winchester 73 de Herschel Daugherty (téléfilm) : Johnny Dean
- 1968 : Les Bannis - Épisode 5 : Le colonel Romulus
- 1969 :  Mannix : épisode 15, saison 2 : Seuls les géants : Jim Claman
- 1969 : Le Virginien : saison 8 épisode 03 (Halfway back from hell) : Sherif Eleazar Teague
- 1971-1973 : Doris comédie (The Doris Day Show)
- 1974 : Honky Tonk de Don Taylor (téléfilm) : Brazos
- 1974 : Columbo , saison 3, épisode 7 : Le chant du cygne (Swan song) : Roland Pangborn, enquêteur du ciel
- 1976 : Columbo , saison 5, épisode 6 : La montre témoin : Commodore Otis Swanson